# Karel Piták
Karel Piták (* 28. Januar 1980 in Hradec Králové) ist ein tschechischer Fußballspieler. Gegenwärtig steht er beim FK BAUMIT Jablonec unter Vertrag.

## Vereinskarriere
Piták begann mit dem Fußballspielen beim SK Hradec Králové, 2001 wechselte er zu Slavia Prag. Anfangs ein Stürmer, wurde er bei Slavia zu einem Mittelfeldspieler umgeformt. Er fand schnell in die Stammelf und wurde ein Führungsspieler. Mit Slavia gewann Piták 2002 dem tschechischen Pokal.
Im Sommer 2006 wechselte Piták zum FC Red Bull Salzburg; mit Salzburg konnte er 2007 und 2009 den österreichischen Meistertitel feiern. In der Meistersaison 2009 erlitt er einen Kreuzbandriss, was ihm nur 16 Spiele einbrachte. In der darauffolgenden abermaligen Meistersaison wurde er nur ein Mal eingesetzt und kam vor allem in der zweiten Mannschaft, den Red Bull Juniors, zu Einsätzen. Im Sommer 2010 kehrte er nach Tschechien zurück und unterschrieb beim FK BAUMIT Jablonec.

## Nationalmannschaft
In der Tschechischen Nationalmannschaft debütierte März im Frühjahr 2006 gegen die Türkei. Er spielte zudem siebzehn Mal in der U-21-Auswahl, mit der er 2002 in der Schweiz Junioreneuropameister wurde. Piták kam in vier Spielen zum Einsatz und bekam zwei gelbe Karten.

## Erfolge
- U-21-Europameister 2002
- Tschechischer Pokalsieger: 2002
- Österreichischer Meister: 2006/07, 2008/09